# Donovan Peoples-Jones
Donovan Peoples-Jones (geboren am 19. Februar 1999 in Detroit, Michigan) ist ein US-amerikanischer American-Football-Spieler auf der Position des Wide Receivers und Return Specialists. Er spielt für die New Orleans Saints in der National Football League (NFL). Zuvor spielte er für die Detroit Lions und College Football für Michigan. Er wurde von den Cleveland Browns in der sechsten Runde im NFL Draft 2020 ausgewählt.

## Frühe Jahre und College
Peoples-Jones wuchs in Detroit, Michigan auf und besuchte die Cass Technical High School in Detroit. Er wurde als Fünf-Sterne-Rekrut bewertet und bekam von fast allen großen Programmen ein Stipendium angeboten. Er entschied sich College Football für die Michigan Wolverines der University of Michigan zu spielen.
In seiner ersten Saison sah er nur wenig Einsatzzeit in der Offense, jedoch spielte er viel in den Special Teams und war der etatmäßig erste Punt Returner. Bereits in seinem dritten Spiel konnte er gegen Air Force einen Punt für 79 Yards zum Touchdown returnieren, was der längste Punt Return seit 2006 für die Wolverines war. Nach der Saison wurde er als Freshman All-American ausgezeichnet. 2018 konnte er sich als Wide Receiver steigern, seine 47 gefangenen Pässe für 612 Yards und acht Touchdowns führten das gesamte Team an. Er wurde in das Third-Team All-Big Ten für seine Leistungen in den Special Teams gewählt. In seiner dritten Saison konnte er an seine Leistungen aus der Vorsaison nicht anknüpfen. Am Ende der Saison hatte er nur die drittmeisten gefangenen Yards des gesamten Teams. Nichtsdestotrotz konnte er in den Special Teams überzeugen und wurde abermals in das Third-Team All-Big Ten als Punt Returner gewählt. Nach der Saison verkündete er, dass er auf seine letzte Saison am College verzichten und sich für den NFL Draft anmelden würde.

### College-Statistiken
| 2017                         | Michigan | 13 | 22  | 277   | 12,6 | 0  | 1 |
| 2018                         | Michigan | 13 | 47  | 612   | 13,0 | 8  | 1 |
| 2019                         | Michigan | 11 | 34  | 438   | 12,9 | 6  | 0 |
| Total                        | Total    | 37 | 103 | 1.327 | 12,9 | 14 | 2 |
| Quelle: sports-reference.com |          |    |     |       |      |    |   |

## NFL
Vor dem NFL Draft wurde als Peoples-Jones als sehr talentiert angesehen, jedoch sorgten seine schwachen Leistungen als Wide Receiver dafür, dass er im NFL Draft erst sehr spät ausgewählt wurde. Schließlich wurde er von den Cleveland Browns erst an 187. Stelle in der sechsten Runde im NFL Draft 2020 ausgewählt. Am 20. Mai 2020 unterschrieb er einen Vierjahresvertrag.
In Woche 7 der Saison 2020 konnte er erstmals auf sich aufmerksam machen, als er elf Sekunden vor Spielende den entscheidenden Touchdown zum 37:34-Sieg gegen die Cincinnati Bengals fangen konnte. Sein bestes Spiel hatte er in Woche 13 beim 41:35-Sieg gegen die Tennessee Titans. Dort konnte er zwei Pässe für 92 Yards, darunter einen Touchdown für 75 Yards, fangen. Am 26. Dezember 2020 wurde er zusammen mit drei anderen Wide Receivern, darunter auch Star-Receiver Jarvis Landry, auf die Reserve/COVID-19-Liste gesetzt und verpasste das Spiel gegen die New York Jets. Das Spiel verloren die Browns gegen die Jets, welche zuvor erst ein Spiel gewonnen hatten, mit 16:23. Mit den Browns erreichte er die Playoffs, welche für die Browns die erste Teilnahme seit 2002 war. In der ersten Runde gewann man zum ersten Mal seit 1994 ein Spiel in den Playoffs mit 48:37 gegen die Pittsburgh Steelers, nachdem man bereits im ersten Quarter mit 28.0 in Führung lag. Danach spielte man gegen die Kansas City Chiefs und verlor knapp mit 17.22.
2021 spielte er deutlich häufiger und konnte in Woche 6 eine Hail Mary vor der Halbzeit gegen die Arizona Cardinals fangen. Mit dem Abgang von Odell Beckham Jr. inmitten in der Saison wurde er zum Nummer-2-Receiver der Browns hinter Jarvis Landry. Mit den Browns verpasste er aufgrund einer Bilanz von 8–9 um zwei Siege die Playoffs.
Am 31. Oktober 2023 gaben die Browns Peoples-Jones im Austausch gegen einen Sechstrundenpick 2025 an die Detroit Lions ab. Im März 2024 verlängerte er seinen Vertrag in Detroit um ein Jahr, bestritt in der Saison 2024 jedoch kein Spiel mehr für die Lions.
Am 12. Mai 2025 unterzeichnete er einen Einjahresvertrag bei den New Orleans Saints.

### NFL-Statistiken
| Saison                             | Team  | Spiele | Spiele | Passspiel | Passspiel | Passspiel | Passspiel | Passspiel | Fumbles | Fumbles |
| Saison                             | Team  | GP     | GS     | Rec       | Yds       | Avg       | Lng       | TD        | Fum     | Lost    |
| ---------------------------------- | ----- | ------ | ------ | --------- | --------- | --------- | --------- | --------- | ------- | ------- |
| 2020                               | CLE   | 12     | 2      | 14        | 304       | 21,7      | 75        | 2         | 0       | 0       |
| 2021                               | CLE   | 14     | 9      | 34        | 597       | 17,6      | 60        | 3         | 2       | 1       |
| 2022                               | CLE   | 17     | 14     | 61        | 839       | 13,8      | 42        | 3         | 1       | 1       |
| 2023                               | CLE   | 7      | 5      | 8         | 97        | 12,1      | 29        | 0         | 1       | 0       |
| 2023                               | DET   | 8      | 1      | 5         | 58        | 11,6      | 20        | 0         | 0       | 0       |
| Total                              | Total | 58     | 31     | 122       | 1895      | 15,5      | 75        | 8         | 4       | 2       |
| Quelle: pro-football-reference.com |       |        |        |           |           |           |           |           |         |         |